# Lorenzo Snow
Pour les articles homonymes, voir Snow.
Lorenzo Snow (1814-1901) était un dirigeant et homme politique mormon, qui fut le 5e président de l’Église de Jésus-Christ des saints des derniers jours de 1898 à sa mort. Au début de son mandat de président, Snow a dû faire face aux conséquences des batailles juridiques avec les États-Unis au sujet de la pratique du mariage plural. 
Comme certains de ses prédécesseurs, il défend la doctrine de l'Adam-Dieu, très critiqué même par certains mormons. 

## Enfance et jeunesse

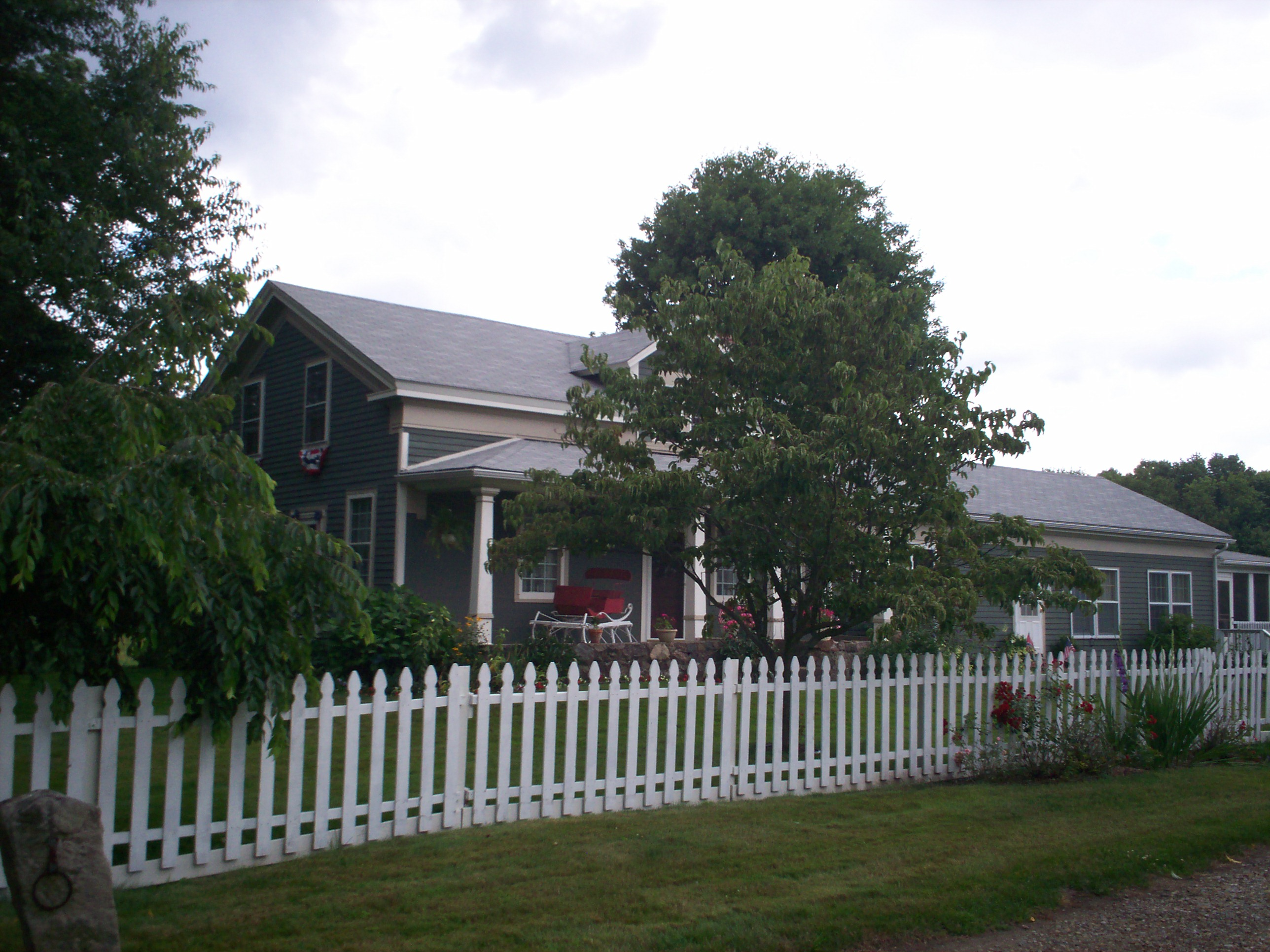
La maison Snow à Mantua (Ohio).

Lorenzo Snow naquit le 3 avril 1814 à Mantua, dans l'Ohio. Il était le cinquième enfant et premier fils d'Oliver Snow et Rosetta Pettibone, résidant à Mantua, qui avaient quitté la Nouvelle-Angleterre pour s'installer sur une nouvelle et fertile ferme dans la Connecticut Western Reserve. Malgré le travail requis à la ferme, la famille Snow favorisa l’enseignement et veilla à ce que chaque enfant puisse accéder à l'éducation. Lorenzo fut reçu en dernière année d’enseignement à Oberlin College, fondé à l’origine par deux ministres presbytériens. Plus tard, L. Snow fut maître d'école lorsqu'il n’était pas engagé dans le service de l'Église.

## Adhésion au mormonisme
En 1831, Joseph Smith, le prophète de l’Église de Jésus-Christ des saints des derniers jours, s’installa à Hiram, Ohio, à six kilomètres de la ferme des Snow. Lorenzo Snow et sa famille étaient baptistes, mais éprouvèrent très vite un vif intérêt dans le nouveau mouvement religieux. Lorenzo Snow se souvint qu'il avait entendu le Livre de Mormon être lu à son domicile de Mantoue et a rencontré Smith à Hiram en 1831.

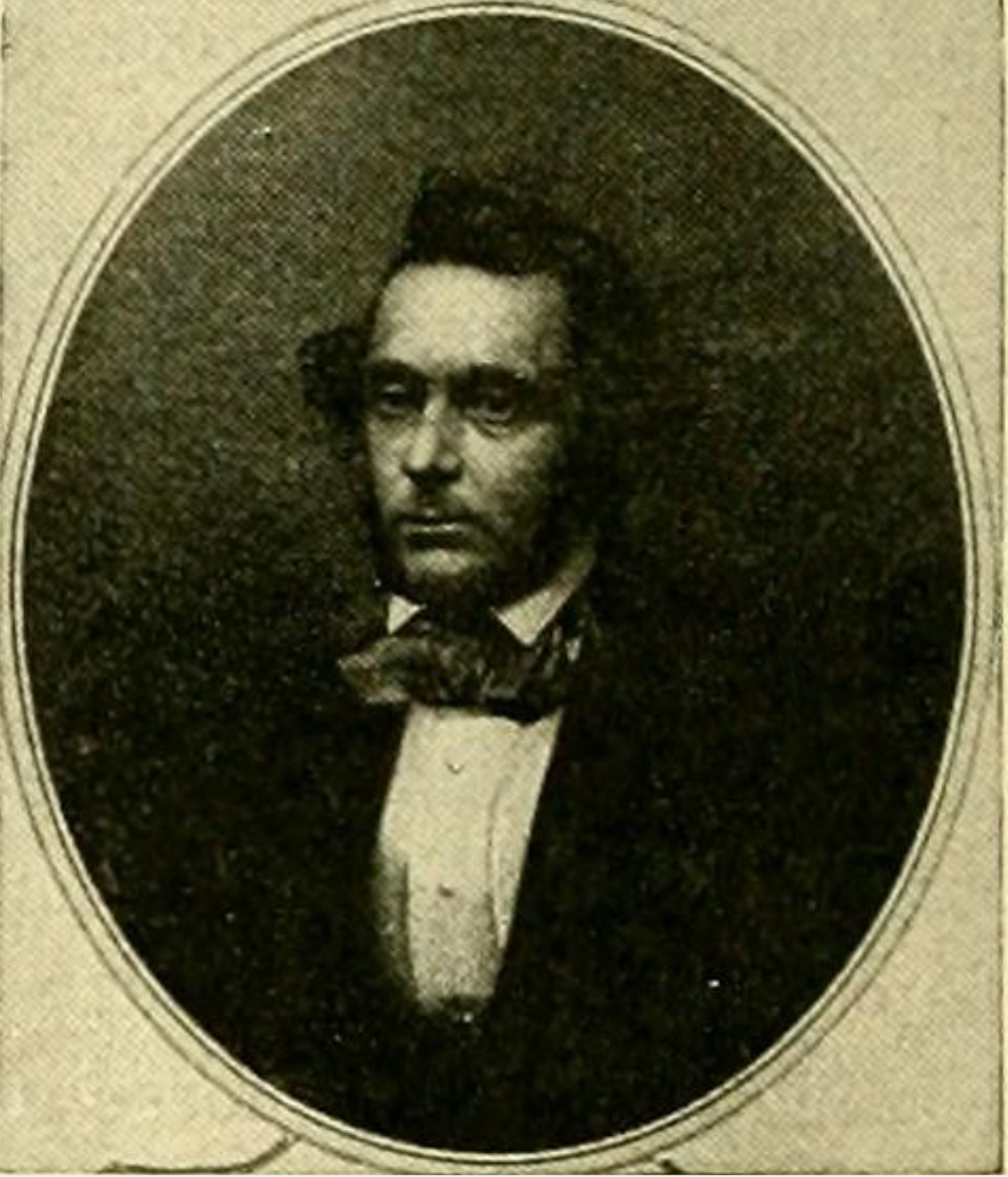
Lorenzo Snow en 1852.

En 1835, la mère de Lorenzo et sa sœur aînée Eliza Roxcy Snow, se sont jointes à l’Église de Jésus-Christ des saints des derniers jours. Eliza rejoignit rapidement le siège de l’Église à Kirtland (Ohio) et travailla en tant qu’enseignante à l’école. Elle dit, dans sa biographie de Lorenzo, avoir favorisé son intérêt dans le mormonisme alors qu'il était à Oberlin. Elle invita Lorenzo à lui rendre visite et assister à une école d'hébreu nouvellement créée par l'Église. Au cours de sa visite, en juin de 1836, Lorenzo a été baptisé par John F. Boynton, un membre du Collège des douze apôtres.
Bien que vivant à Kirtland en 1837, Snow fut appelé[Par qui ?] à servir une courte mission dans l'Ohio, voyageant « sans bourse ni sac ». Il témoigna que s'appuyer sur la bonté des autres pour son repas et l'hébergement avait été difficile pour lui, car il avait toujours subvenu à ses propres besoins. Quand il retourna à Kirtland en 1838, L. Snow trouva les fidèles de Joseph Smith dans la tourmente de l'échec de la Kirtland Safety Security. L. Snow et les membres de sa famille élargie choisirent de passer au Missouri au cours de l'été 1838 et de se joindre aux saints installés près de Far West. Lorenzo Snow tomba gravement malade, avec de la fièvre, et fut soigné pendant plusieurs semaines par sa sœur Eliza.
Après son rétablissement, Lorenzo Snow partit pour une deuxième mission en Illinois et au Kentucky, à l'automne de 1838. Il servait là en février 1839, quand il apprit que les saints des derniers jours avaient été expulsés de leurs propriétés dans le Missouri. Il retourna chez lui, son ancienne zone de mission en Ohio. Il fut de nouveau malade et fut pris en charge par des membres de l'Église. Il resta en Ohio, prêchant et de œuvrant avec les membres de l'Église jusqu'à l'automne 1839. Au cours de l'année scolaire 1839/40, Lorenzo Snow enseigna à Shalerville, Ohio. Il envoya de l'argent à sa famille, à Nauvoo (Illinois). Il les rejoignit en mai 1840.
Peu de temps après son arrivée à Nauvoo, Lorenzo Snow fut de nouveau appelé à servir une mission, cette fois en Angleterre. Après un désagréable voyage en mer depuis New York, Lorenzo Snow rencontra certains des membres des Douze Apôtres, qui avaient ouvert la mission britannique en 1839, y compris Brigham Young, Heber C. Kimball, et Parley P. Pratt. Il travailla brièvement dans la région de Manchester, et eut du succès à Birmingham, où il baptisa des gens à Greet’s Green et organisa une branche à Wolverhampton. Lorenzo Snow fut ensuite appelé à présider l'église à Londres. Au cours de son administration, le nombre des membres de l’église augmenta, passant de 100 à environ 400 membres. Il fut relevé de sa mission par Parley P. Pratt, alors président de la mission européenne en expansion. Lorenzo Snow rentra chez lui le 12 avril 1843, amenant avec lui un groupe de 250 convertis britanniques.
Après avoir rendu visite à sa famille, Lorenzo Snow obtint de nouveau un poste d'enseignant durant l'hiver, à Lima, Illinois, à cinquante kilomètres environ de Nauvoo. À la fin du printemps 1844, il retourna en Ohio, prêchant et baptisant de nouveaux convertis et distribuant de récentes publications de l'Église aux membres. Il œuvrait à Cincinnati, Ohio, quand il apprit l'assassinat de Joseph Smith. Lorenzo Snow mit fin alors à sa mission en Ohio et retourna rapidement à Nauvoo.
Au cours de la période de désorganisation et de schisme qui a suivi la mort de Joseph Smith, L. Snow choisit de suivre le Collège des Douze présidé par Brigham Young. En 1845, L. Snow s’investit dans le travail dans le temple de Nauvoo.

## Migration vers l’Utah

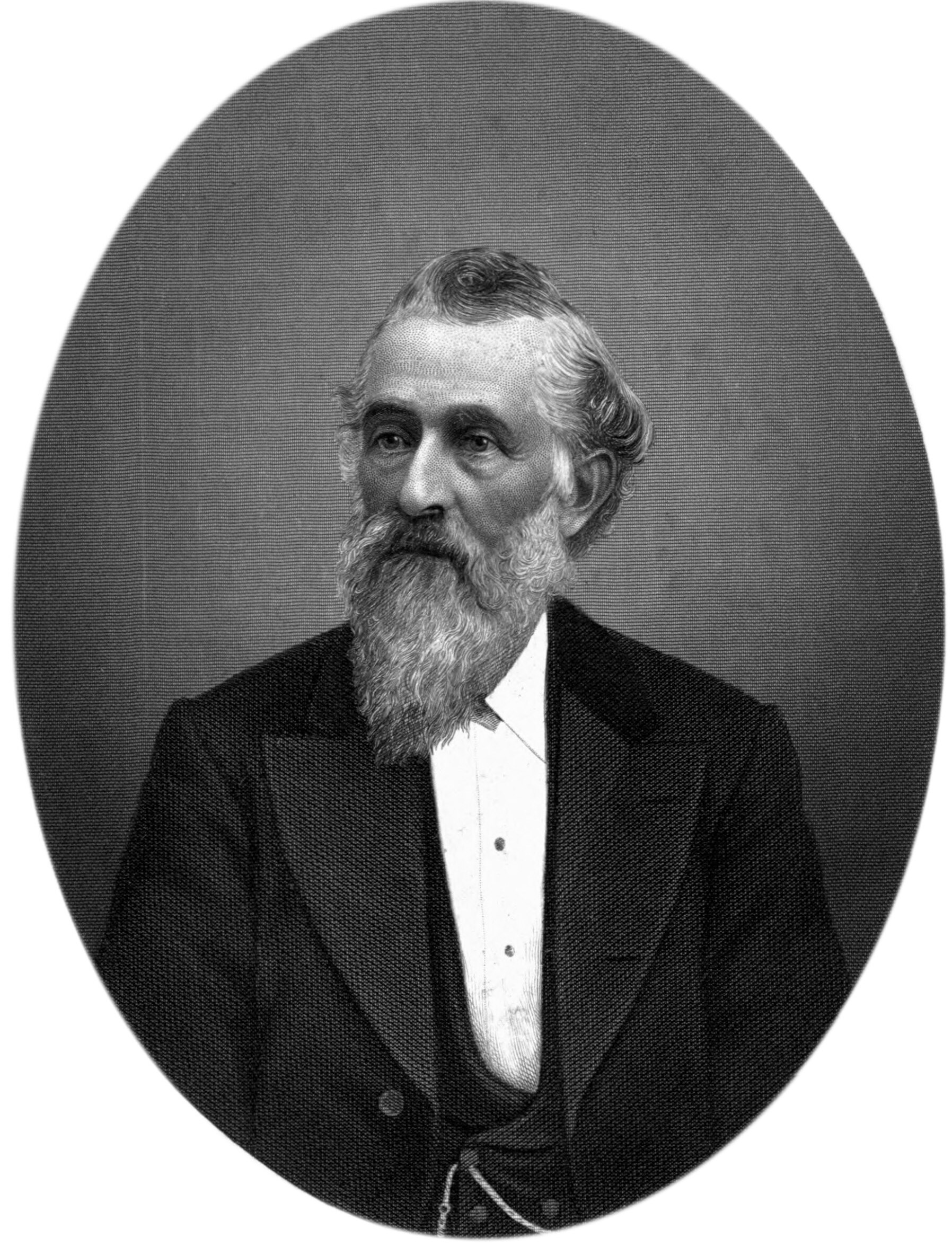
Lorenzo Snow, président des apôtres.

Lorenzo Snow rejoignit avec sa famille, avec charrettes et vivres, un groupe d'émigrants et traversa le fleuve Mississippi en Iowa en février 1846. Sur la route de l'ouest, Snow tomba de nouveau malade et la famille s’arrêta au Mont Pisgah (Iowa). Trois enfants Snow naquirent au refuge mormon, mais l’un des enfants ne survécut pas. Lorenzo Snow fut appelé pour présider à l’organisation de l’Église à Mont Pisgah et recueillit activement des fonds pour aider les groupes d'émigrants dans leur route vers l’ouest. La famille Snow arriva dans la vallée du Grand Lac Salé en 1848.
En 1849, Lorenzo Snow fut appelé au Collège des douze apôtres, le même jour que Franklin D. Richards, Erastus Snow (un lointain cousin), et Charles C. Rich. Ils furent appelés à pourvoir les postes vacants causés par l’organisation de la Première Présidence et l’apostasie de Lyman Wight.
Peu de temps après son appel au collège des Douze, Lorenzo Snow partit en mission pour l'Italie et la Suisse romande. Plus tard, il appela des missionnaires sous sa direction en Inde (1849-1852). Lorenzo Snow s’investit dans l’œuvre missionnaire en Italie et en Suisse, et se rendit également à Malte. Il avait prévu de se rendre en Inde, mais diverses circonstances empêchèrent ce voyage.
En 1851, Lorenzo Snow publia une brochure intitulée « La Mission italienne » au sujet des efforts de ses compagnons et lui-même en Italie. Il fut édité à Londres.
Lorenzo Snow écrivit une brochure intitulée La voix de Joseph en 1850 pour faire avancer l’œuvre missionnaire dans la mission italienne. Il ne fut pas en mesure de trouver une personne en Italie pour en effectuer la traduction et l’envoya donc à Orson Pratt (1811-1881), le président de la mission britannique, qui trouva finalement quelqu'un à Paris pour le traduire.
En janvier 1851, Lorenzo Snow alla en Angleterre et trouva une personne qu’il engagea pour traduire le Livre de Mormon en italien. Les efforts des missionnaires sous Lorenzo Snow, en particulier ceux envoyés à Turin, inspirèrent un article, dans le journal turinois, L'Armonia, reprochant aux missionnaires mormons de vouloir affaiblir les missionnaires de l'Église catholique romaine. Lorenzo Snow et ses successeurs n’eurent pas de succès dans les villes également en raison de l'opposition à leurs activités par le gouvernement de Camillo Cavour.
À son retour en Utah, Lorenzo Snow fonda une société appelée Société Polysophical pour conduire une étude sur les divers aspects de la connaissance humaine. Il encouragea les membres de l'Église de tous âges à se joindre à cette société et certains voient cette organisation comme les prémices de la Société d’Amélioration Mutuelle des Jeunes Gens.
En 1853, sous la direction du Président de l’Église Brigham Young, Lorenzo fonda Brigham City, en Utah. Il fut également l'un des principaux bailleurs de fonds de la Coopérative de Brigham City, qui inspira les ZCMI et autres coopératives.
En 1864, Lorenzo Snow fut appelé en mission aux îles Sandwich. Il s’y rendit avec Ezra T. Benson et Joseph F. Smith en réponse aux messages de Jonatana Napela et d’autres membres hawaïens de l’Église concernant l'irrégularité de l'administration de l'Église par Walter Gibson. Lorenzo Snow y fut alors grièvement blessé mais fut guéri par l'intermédiaire du ministère des détenteurs de la prêtrise.
En raison de l’expansion de l’Église dans les États limitrophes, les membres du Collège des Douze furent envoyés dans les autres États.
En 1888, Lorenzo Snow alla à Rexburg, Idaho. Alors, il informa les dirigeants du stake que Karl G. Maeser avait été nommé commissionnaire de l’éducation de l'Église et leur recommanda d’organiser une académie.
Les dirigeants locaux suivirent les instructions de Lorenzo Snow et l'institution organisée alors évolua finalement pour aboutir à l'Université Brigham Young-Idaho .

## Président de l’Église

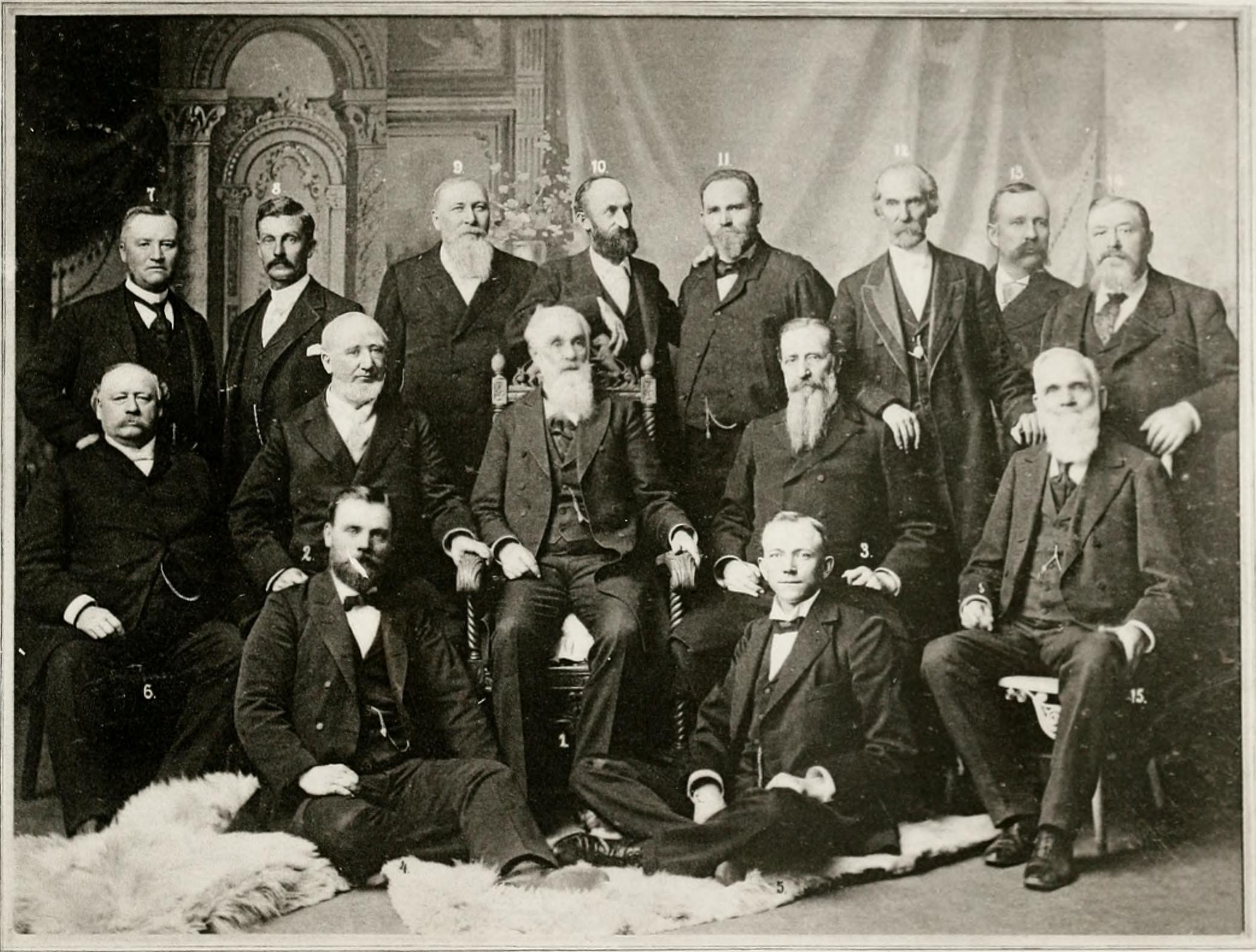
Le président Snow et ses conseillers.

Lorenzo Snow fit l'objet d'une décision de la Cour suprême des États-Unis concernant la polygamie, poursuites effectuées en vertu de la Loi Edmunds. Fin 1885, L.Snow fut mis en accusation par un grand jury fédéral pour trois chefs de cohabitation illégale. Selon son acte d'accusation, L. Snow a vécu avec plus d'une femme pendant trois ans. Le jury a rendu un acte d'accusation pour chacune de ces années, et Lorenzo Snow a été reconnu coupable sur chaque chef d'accusation. Après la condamnation, il a déposé une requête pour ordonnance d'habeas corpus dans le tribunal fédéral de district qui l’a condamné. La pétition a été rejetée, mais la loi fédérale lui a garanti un appel auprès de la Cour suprême des États-Unis. Dans Ex Parte Snow, la Cour suprême a invalidé L. Snow des deuxième et troisième condamnations de cohabitation illégale. Elle a constaté que la cohabitation illégale était une « infraction continue », et donc que L. Snow est coupable d'une telle infraction pour avoir cohabité en permanence avec plus d'une femme pendant trois ans.La première action notable de Lorenzo Snow en tant que président de l'Église a été d’organiser la Première Présidence presque immédiatement après la mort de Wilford Woodruff, au lieu d'attendre plusieurs années comme ses prédécesseurs l’avaient fait.

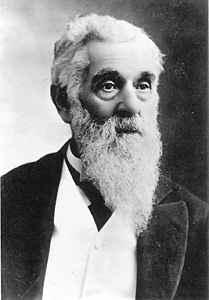
Lorenzo Snow.

Commençant son mandat en tant que président, Lorenzo Snow dut faire face aux suites des batailles juridiques avec les États-Unis concernant la pratique du mariage plural. Dans le territoire d’Utah, les hommes engagés dans le mariage plural furent encore arrêtés et enfermés. Certains membres de l’Église n'acceptèrent pas le manifeste de 1890, présenté par Wilford Woodruff, et il y eut une forte divergence d'opinion sur le mariage plural même dans la hiérarchie de la prêtrise de l'Église.
L’Église des saints des derniers jours rencontra également de graves difficultés financières, dont certaines étaient liées à des problèmes juridiques sur le mariage plural. Snow aborda ce problème en premier lieu par l'émission d'obligations à court terme, d'une valeur totale d'un million de dollars. Il a été suivi par l'enseignement du commandement de la dîme. C'est à cette époque que l’Église des saints des derniers jours adopta officiellement le principe de la dîme (paiement de 10 % de son revenu), comme une marque d’adhésion. Lorenzo Snow prononça un discours au Tabernacle de St. George, à St. George, Utah, en implorant les saints des derniers jours de payer les dîmes de maïs, d'argent ou sur tout ce dont ils pouvaient disposer, afin d’obtenir qu'il pleuve suffisamment. Il plut effectivement, ce que les mormons attribuèrent à la promesse de leur président. En peu de temps, la pratique de s'acquitter de la dîme réduisit la dette de l’Église et ses difficultés financières à un niveau gérable.
Snow décéda d'une pneumonie à Salt Lake City, Utah le 10 octobre 1901 à l'âge de 87 ans et Joseph F. Smith lui succéda dans la présidence de l’Église.

## Influence doctrinale
Lorenzo Snow est connu pour avoir répété fréquemment « Ce que l'homme est, Dieu l'a été. Ce que Dieu est, l'homme peut le devenir ». Ces propos sont à rapprocher de la doctrine de l'Adam-Dieu, enseignée par le 2e président de l'église Brigham Young, et que Joseph F. Smith, successeur de Lorenzo Snow, a commencé à contredire alors qu'il était conseiller de la première présidence .

## Autres activités
- Arrêté et incarcéré (1885-1886)
- Président du Collège des douze apôtres (1889-1898)
- Président du temple de Salt Lake City (1893)
- Entre avril 1901 et sa mort, Lorenzo Snow servit en tant qu’intendant général du programme de l'École du dimanche de l’Église

## Mariages
Comme ses prédécesseurs et malgré le Manifeste de 1890, Snow pratiqué le mariage plural et eu ainsi un total de 9 épouses et 42 enfants.
- Charlotte Squires (1825-1850), mariée à Snow en 1844, elle lui donne deux enfants.
- Mary Adaline Goddard (1812-1898), mariée à Snow en 1845, elle lui donne trois enfants.
- Sarah Ann Prichard (1826-1900), mariée à Snow en 1845, elle lui donne cinq enfants.
- Harriet Amelia Squires (1819-1890), mariée à Snow en 1846, elle lui donne cinq enfants.
- Eleanor Houtz (1831-1896), mariée à Snow en 1848, elle lui donne huit enfants.
- Caroline Horton (1828-1857), mariée à Snow en 1853, elle lui donne trois enfants.
- Mary Elizabeth Houtz (1840-1906), mariée à Snow en 1857, elle lui donne six enfants.
- Phoebe Amelia Woodruff (1842-1919), fille de Wilford Woodruff, elle épouse Snow en 1859 et lui donne cinq enfants.
- Sarah Minnie Ephramina Jensen (1855-1908), mariée à Snow en 1871, elle lui donne cinq enfants.

## Publications

### Journal of Discourses
- Volume 4
  - The Saints Have Not Magnified Their Callings as Saviours of the Living and the Dead—Oneness—Practical Repentance (Jan. 4, 1857)
  - Man Must Use His Energies and Cultivate the Gifts of God—Necessity of Following Counsel—Reformation Must be Intrinsic and Not a Matter of Excitement (Jan. 18, 1857)
  - Union of the Saints—The World is Trained to be Selfish—We are Dependent Upon Christ and Each Other—Individual Exertion Necessary to Accomplish the Purposes of God (Mar. 1, 1857)

- Volume 5
  - Filial Duty—Consecration (Apr. 9, 1857)
  - The Blessings and Privileges of the Saints—Obedience to Counsel (Oct. 11, 1857)
  - Wisdom Gained by Experience—The Trials and the Final Triumph of the Saints (Oct. 7, 1857)